# 大杉駅
大杉駅（おおすぎえき）は、高知県長岡郡大豊町中村大王にある、四国旅客鉄道（JR四国）土讃線の駅である。駅番号はD32。

## 歴史
駅名は駅の南方にあり、天然記念物に指定されている杉の大杉から命名された。土讃線を走る特急「南風」の約半数、「しまんと」の全列車が停車する。土佐嶺北地区からの利用者も多い。
杉材を使用した名物駅舎があったが、2004年1月2日に焼失したため、大豊町立大杉中学校の生徒たちが駅舎の再建に関わって、2005年3月12日に大豊町つどいの広場「とまレール大杉」として再建された。

### 年表
- 1932年（昭和7年）12月20日：開業[3]。
- 1982年（昭和57年）5月15日：車扱貨物の取扱を廃止[3]。
- 1985年（昭和60年）3月14日：荷物扱い廃止[3]。
- 1987年（昭和62年）4月1日：国鉄分割民営化によりJR四国の駅となる[3]。
- 1991年（平成3年）3月16日：土曜、日曜、祝日は駅員無配置となる[4]。
- 年月日不明：窓口業務を業務委託化。
- 2004年（平成16年）
  - 1月2日：駅舎焼失[5][6]。
  - 1月3日：プレハブ仮駅舎で営業[7]。
  - 12月1日：新駅舎起工[8]。
- 2005年（平成17年）
  - 3月12日：新駅舎落成[2]。
  - 4月1日：窓口業務を簡易委託化[2]。

## 駅構造
島式ホーム1面2線を持つ地上駅。ホーム有効長が短いため、編成の長い特急列車はドアカットが行われる。下り列車（高知方面行き）のみ追い越し可能な構造となっている。簡易委託駅で、日中は駅舎内の係員が切符を販売している。駅舎内は南半分が売店で、北半分が待合室となっている。
わたしの旅スタンプが設置されている。

### のりば
| のりば | 路線    | 方向 | 行先                     |
| ------ | ------- | ---- | ------------------------ |
| 1      | ■土讃線 | 上り | 阿波池田・高松・岡山方面 |
| 2      | ■土讃線 | 下り | 土佐山田・高知・中村方面 |

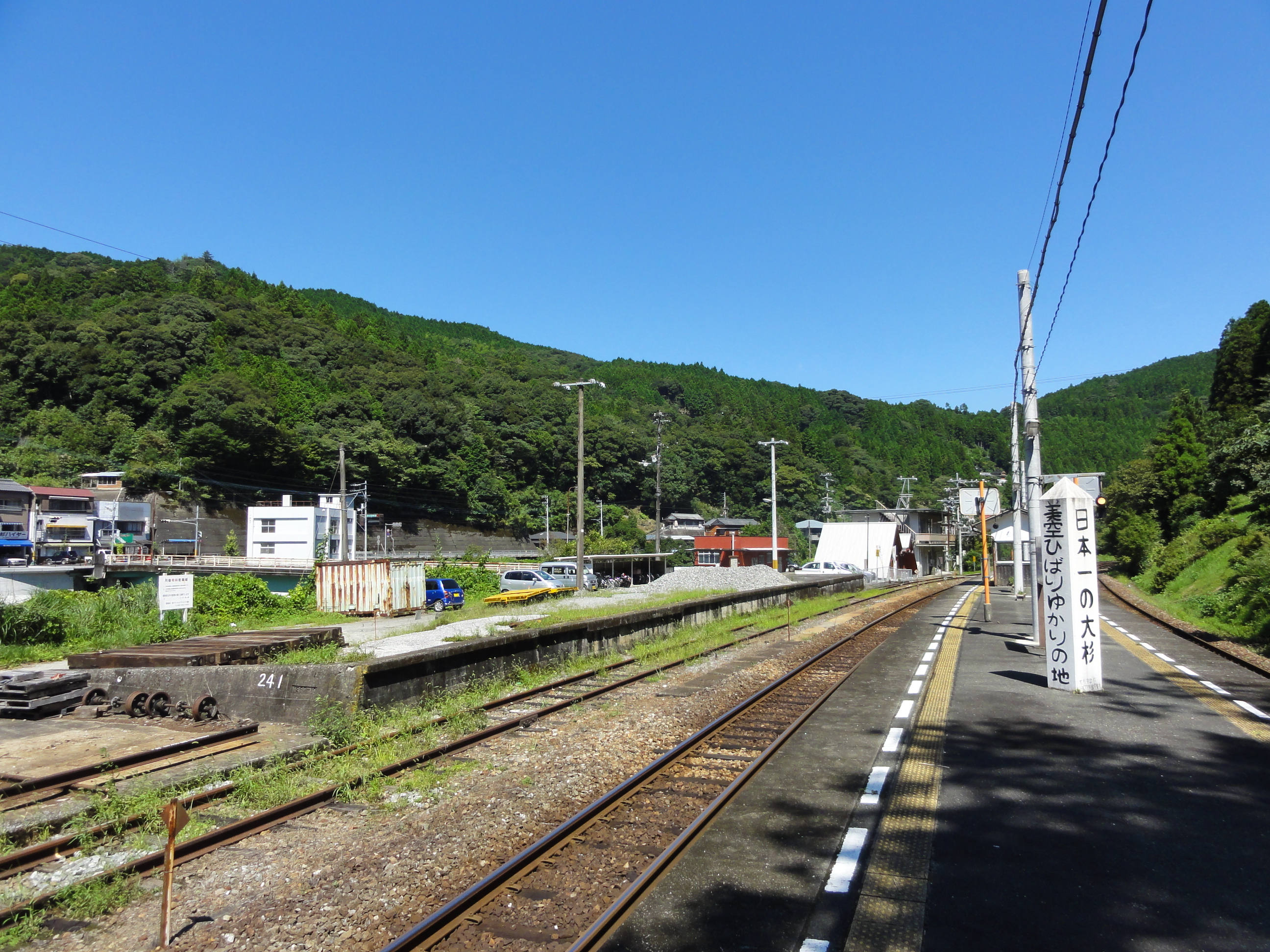
ホーム（2011年9月）
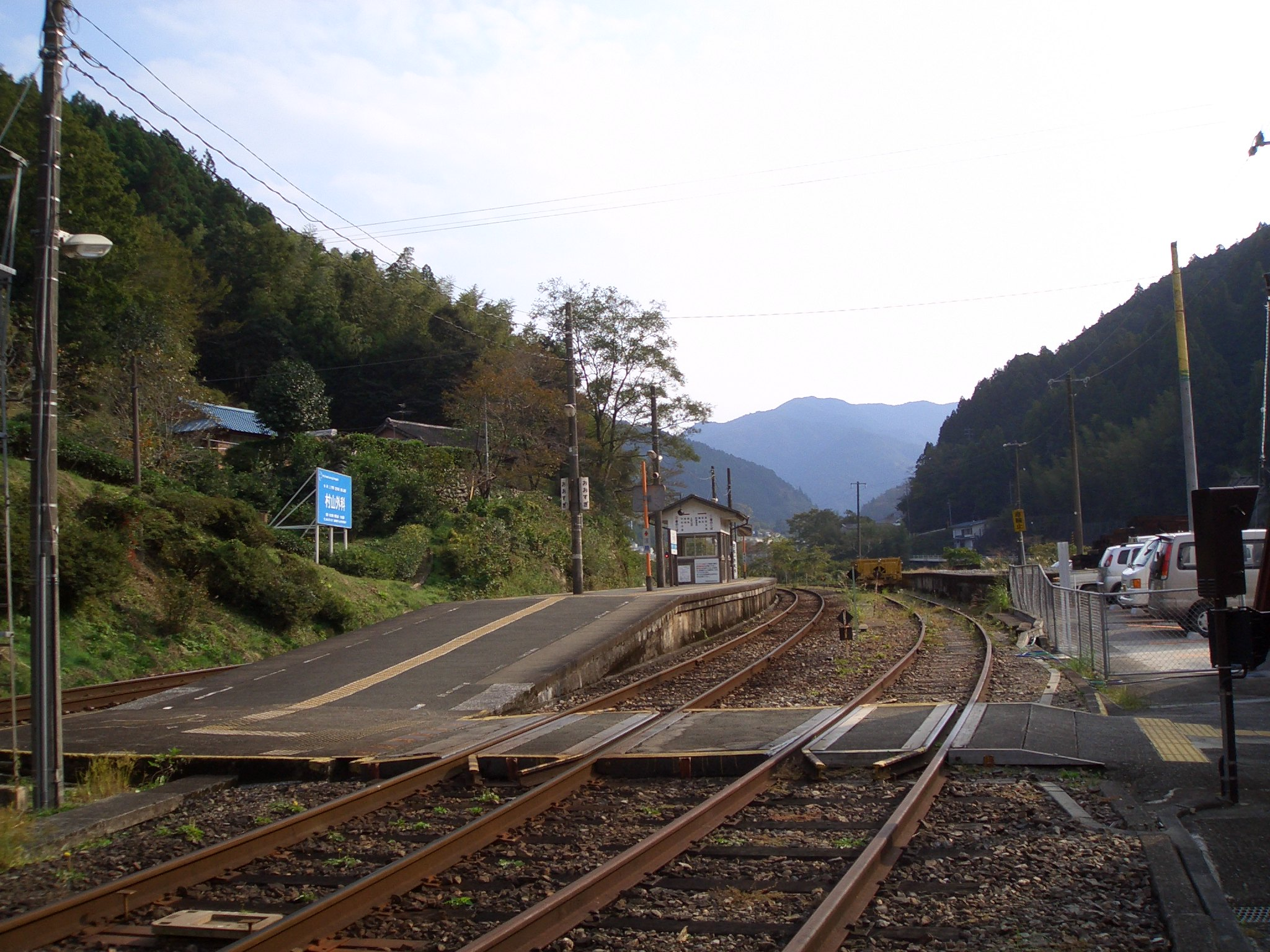
構内踏切（2006年10月）
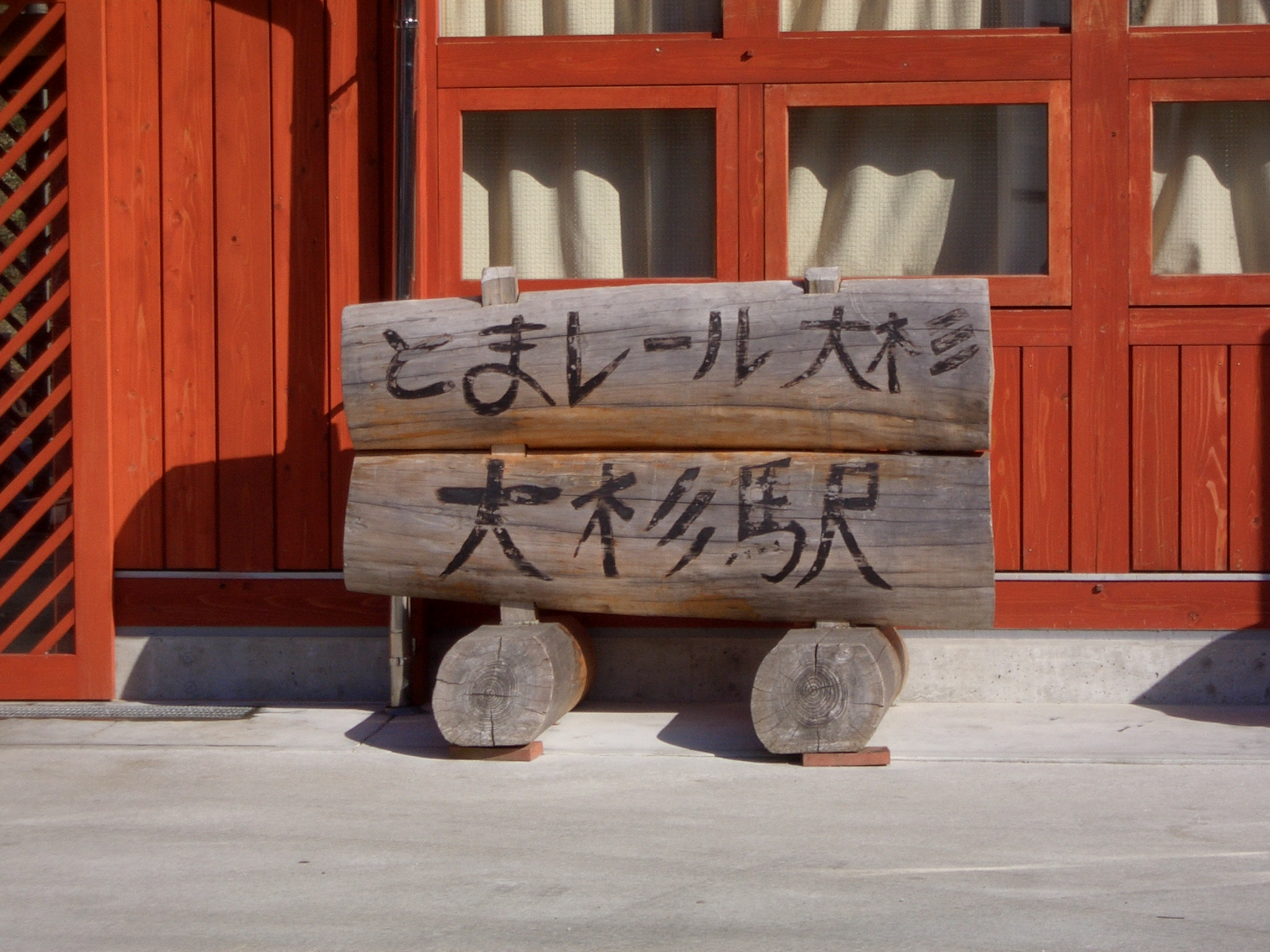
駅入口の脇にある看板（2007年2月）

## 駅周辺
- 杉の大杉
- 高知自動車道 大豊IC
- 国道32号
- 国道439号
- 徳島県道・高知県道113号東祖谷山大杉停車場線 - ※大半の区間が国道439号との重複区間

## バス路線
駅前に「大杉駅」停留所、国道32号沿いに「大杉駅前」があり、下記の路線が発着する。
「大杉駅」停留所
- 嶺北観光自動車
  - 田井〜本山〜大杉駅〜医大病院線
    - 田井 / 医大病院

「大杉駅前」停留所
- 嶺北観光自動車
  - 田井〜本山〜大杉駅〜医大病院線
    - 田井 / 大杉駅、医大病院
- ゆずバス（大豊町町民バス）
  - 立川線
    - 仁尾ケ内 / 大豊学園

備考
- 嶺北観光自動車
  - ICカード「ですか」非対応。元日は全便運休。
  - 医大病院行きは1日3往復のみ運行（※他はすべて「大杉駅」停留所を始終着とする）。
- ゆずバス（大豊町町民バス）
  - 平日のみ運行。
  - 仁尾ケ内行きのうち1便（※夕方に運行する便）は立川成川止りとして運行する。

## 隣の駅
四国旅客鉄道（JR四国）
■土讃線
- 特急「しまんと」停車駅
- 特急「南風」一部停車駅

■普通
土佐穴内駅 (D31) - 大杉駅 (D32) - 土佐北川駅 (D33)